# 新造人間キャシャーン
『新造人間キャシャーン』（しんぞうにんげんキャシャーン）は、竜の子プロダクション（現・タツノコプロ）が制作した吉田竜夫原作のSFテレビアニメ。1973年（昭和48年）10月2日から1974年（昭和49年）6月25日まで、フジテレビ系で毎週火曜日19時00分 - 19時30分に、全38回（35話+再放送3話）にわたり放送された。全35話。また、竜の子プロダクション企画室（現・タツノコプロ企画室）が原作を手掛けた最初の作品である。
リメイク作品として1993年（平成5年）のOVA『キャシャーン』、2004年（平成16年）の実写映画『CASSHERN』、2008年（平成20年）のテレビアニメ『キャシャーン Sins』がある。本稿では1973年のテレビアニメと1993年のOVAについて解説する。

## キャッチフレーズ
たったひとつの命を捨てて
生まれ変わった不死身のからだ
鉄の悪魔を叩いて砕く
キャシャーンがやらねば誰がやる！

## ストーリー
ある日、東光太郎博士が開発を手掛けた公害処理用ロボット・BK-1が落雷の衝撃を受け、自我に目覚めてしまう。公害の元凶となっている人間を処理すべきと考えるようになったBK-1は、ブライキング・ボスを自称して戦闘ロボットの量産によりアンドロ軍団を作り上げ、世界征服を開始する。東博士の息子の鉄也は、二度と人間に戻れない覚悟で人間と融合して完成する不死身の「新造人間」（ネオロイダー）キャシャーンとなり、ロボット犬・フレンダーや恋人のルナとともに、アンドロ軍団に立ち向かう。
だが、数に物を言わせて「面」で押すアンドロ軍団の勢いは、強力だが「点」に過ぎないキャシャーンたちでは止められず、孤独な戦いを続ける彼らは局地的な勝利を得るものの、大局的には世界は次々とアンドロ軍団の手に陥ちて行く。

## 製作
同社作品『科学忍者隊ガッチャマン』に続くSFヒーローものとして企画され、当初はガッチャマンの後番組として日曜日18時の枠で放映される予定だった。しかし、『ガッチャマン』が大人気を博し、放映期間が予定よりさらに1年間延長されることになったため、同時並行で別の放送枠で放映されることになった。なお、コロムビアミュージックエンタテインメントから発売されていたDVD-BOXの解説書には、予算的な事情から最低限度の作画枚数を確保するために、従来は35 mmフィルムでの撮影が当然だったのに対し、本作品は16 mmフィルムでの撮影を選択したという、制作スタッフの証言も掲載されていた。
本作品の仮タイトルは『ネオロイダー』だったが、読売広告社専務の松山貫之のアイデアで『新造人間キャシャーン』となった。企画書では「未来への財宝（キャッシュ）を捜す者」という意味を込めてキャシャーンと名付けられていたが、監督の笹川ひろしは、これをガラスが割れた音と捉え、ガラスが割れて二度と元に戻れないことを意味すると解釈し、人間に戻れなくなった主人公像を重ね合わせた。また、当初の企画では、主人公の名前は「南譲次（みなみ・じょうじ）」になる予定だったが、放映が続いていた『ガッチャマン』の登場人物に「南部博士」がおり、「南」の頻出を避けて「東鉄也」に変更された。なお、「南譲次」の名前はその後、漢字表記を「南城二」に変えて『宇宙の騎士テッカマン』の主人公の名前に転用された。
放映が決まったフジテレビ火曜日午後7時の時間帯は当時、『樫の木モック』『けろっこデメタン』と続くタツノコメルヘン路線が敷かれていた枠である。笹川ひろしは「スタッフを引き継いだこともあって、少々ファンタジー&メルヘン路線の影響が残っていたかもしれない。そして、それがかえってこの作品には幸いしたように思える」と語っている。舞台に明確な国籍は設定されていないものの、北欧をイメージした背景美術が描かれ、古城や宮殿、石畳の歩道が登場する。また、主人公がいつかは人間に戻ることを望むというピノキオとも通じる要素を持ち、母親が白鳥に姿を変えるというファンタジー色を持つのも一つの特徴である。その一方で重厚なドラマとハードなアクションが魅力となっている。ストーリーには当時の日本が高度経済成長期であり、その反動で公害が問題となっていた背景がある。
同時期のヒーロー作品にはない特徴として、大半のエピソードで攻撃の主体が毎回共通して登場する数種類の量産型戦闘用ロボットであるという画期的な演出が行われ、「ロボット軍団」にふさわしい無機質な不気味さを表現することに成功していると同時に、ロボットが没個性的な分、その攻勢にさらされる人間側の生き様が強調されている。また、作品前半でのキャシャーンは大衆側に立つ人間のヒーローとして声援を受けていたが、後半ではアンドロ軍団によって機械の身体であることを暴かれたことで、大衆からも虐げられるようになった自身の内面の葛藤が描かれた。これにより、人間側を助けるヒーローでありながら人間側からも支持を得られない孤独のヒーローとしてのドラマが展開する。途中からは不死身と称する「人間」キャシャーン対策に特化した敵ロボットが登場する。
本作品の監督には、前番組『けろっこデメタン』から引き続き笹川ひろしが採用された。それまでは主にギャグアニメをメインに手掛けており、本格的なSFアクションものはこれが初めてという笹川は、ターザン映画をイメージして主人公のアクションを描いたという。ロボット犬フレンダーは、笹川が漫画家時代に『少年キング』に連載した漫画『魔犬五郎』から引用された。フレンダーの遠吠えは音響効果スタッフの加藤昭二自らが演じたものにエコーをかけたものだが、この遠吠えもターザンの雄叫びを意識したものである。また、荒野をさすらう流れ者というヒーロー像はタツノコプロの先行作品『紅三四郎』があり、タツノコプロ社長吉田竜夫は同作で主人公を務めた西川幾雄の演技を評価し、これがキャシャーン役の起用につながった。なお、最終選考に残った神谷明は第13話「裏切りロボット五号」にて、アンドロイド5号（ジョージ）役として出演した。
オイルショックによるスポンサーの宣伝費の削減や、メインスポンサーの倒産などが原因で、当初の予定よりも短い9か月（3クール）で放送が打ち切られることになり、終盤はやや性急な展開になってしまった。

## 反響
タツノコプロ所有の資料によると、平均視聴率は15.9 %。
OVA版のキャラクターデザインと作画監督を務めたアニメーターの梅津泰臣はタツノコプロ作品の長年のファンであることを公言しており、本作品だけでなく『科学忍者隊ガッチャマン』と『破裏拳ポリマー』のOVA版でも、キャラクターデザインと作画監督を務めた。また、実写映画版で監督を務めた紀里谷和明も本作品のファンであることを公言している。

## 登場キャラクター
担当声優はテレビアニメ版 / OVA版の順。それ以外の者は別途記載する。

### 主要人物
キャシャーン / 東 鉄也（）
声 - 西川幾雄 / 草尾毅 / 小野大輔（タツノコ VS. CAPCOM）
本作品の主人公。東夫妻の息子。アンドロ軍団に対抗すべく、自ら新造人間となった。新造人間とは人の身を捨てた存在だが、完全なロボット（人造人間）でもないため、時としてその葛藤に陥ることもある。
白地に黒いラインの入ったボディスーツ姿。胸には赤い、三角形を模した「C」のマーキングがある。動力源は太陽エネルギー。ヘルメット（ソーラーメット）に付いた三日月形の鍬形が受光部になっている。エネルギーが底を尽くと目が見えなくなる。なお、顔は鉄也のままだが、ボディスーツやヘルメットを脱ぐことは出来ず、人間に擬態する能力もない。足音も普通の人間とは異なる。
主要な技としては、錐揉みしつつ、体当たりでロボをぶち抜くフライングドリル。電光パンチ・流星キック・チョップなどの格闘技の他、鍬形から発する光が炸裂し、台風のように変化する「超破壊光線」がある。しかしその使用は自身の体力・生命をも奪いかねないという設定であるため、本編における使用回数は数回のみに留まる。
その他、戦闘時の「自動開閉マスク」や、腰部に固定されているピストル型の推進装置＝パルサーによるごく短時間の飛行能力も有する。
人間たちがアンドロ軍団に支配されているため、新造人間である正体を隠して行動していたが、劇中途中で正体が露見してしまう。そのために彼までロボット（人造人間）だと目の敵にされるが、やがて考えを改め、協力し合ったり温かく迎えてくれた者もいた。
最終決戦ではスプレーザーを逃れたブライキング・ボスを超破壊光線で撃破し、家族も含め人々は平和に戻っていくが、やはり元の身体に戻る術はなく、彼自身の平和は訪れないまま、父の技術開発を待つという形でエンディングを迎える。
東 光太郎（）
声 - 山内雅人 / キートン山田
鉄也の父親である科学者。公害問題に悩み、環境改善を願って開発したBK-1が、トラブルにより自我を持ち「ブライキング・ボス」を自称して反乱したため、世界的な非難を浴びてしまう。アンドロ軍団に対抗すべく息子の鉄也の依頼で新造人間キャシャーンとして生まれ変わらせる。妻のみどりと共にアンドロ軍団に拉致され、ボスに無理矢理協力させられ、対キャシャーン用兵器ロボットエースまで完成させてしまう。第34話では、やっとキャシャーンの元へ戻ることができ、最終話でスプレーザーを完成させ、ボスとワルガーダーを除き地球上のアンドロ軍団を全滅させることに成功する。
東 みどり（）
声 - 武藤礼子 / 高木早苗
光太郎の妻。夫と共にアンドロ軍団に捕らわれの身となる。白鳥ロボット、スワニーに生体データの全てが記録されており、スワニーが月光を受けると映像として出現し対話も可能となる。ブライキング・ボスの元を抜け出してはキャシャーンに情報を伝えて助力する。
キャシャーンとなった鉄也と違い人間としての復元が可能だったため、最終話で元の姿へ戻り母としてキャシャーンとの再会を果たす。
上月 ルナ（）
声 - 塚田恵美子 / 冬馬由美
本作品のヒロイン。鉄也の幼なじみ。電子工学の世界的権威である上月博士（声 - 北村弘一）の一人娘。父が遺した、ロボットのみに作用する「MF（マグネチック・フィールド）銃」を武器にキャシャーンを支援する。だが、そのMF銃が逆にアンドロ軍団の手に渡ってしまい、彼らの武器にされたこともある。気の強さから必要以上に事件に関わり、アンドロ軍団に人質にされることもたびたびである。第4話では彼女の強がった挑発でアクボーンを怒らせたうえ単なるショックで済んだが、かなり危険な目にも遭っている。
フレンダー
声 - 加藤昭二
鉄也が可愛がっていたペットの犬・ラッキーがモデルとなった、青い変形ロボット犬。ルナを助けるために命を落としたラッキーの記憶が内蔵された電子頭脳が組み込まれ、四形態（飛行機・フレンダージェット、自動車・フレンダーカー、ドリル戦車・フレンダータンク、潜水艇・フレンダーマリン）に変形してキャシャーンをサポートする。変形後の質量変化などに謎が多い。
高い戦闘力を秘めており、鋼鉄を砕く牙と鉄の爪、口からの高熱の火炎で敵ロボットを一蹴する。時速200kmで駆け、50mの跳躍力、1km先の物音や匂いを嗅ぎ分けられる鼻と耳で、キャシャーンを助け縦横無尽に活躍する。しかし、見た目からロボットのため、人々からうさん臭い目で見られたり、投石を受けて追われる場面がしばしば起きている。
スワニー
元々は東博士に作られた白鳥ロボット。本来は会話機能もなく、白鳥そのもののように振舞う。ブライキング・ボスのペットとして飼われている。最高速度は水上：30ノット、飛行距離：200キロメートル。武器は装備されておらず、くちばしや羽根を使って相手に抵抗する程度である。頭脳に東博士の機転により移植したみどりの全生体データが記録されていて、月光を浴びると両目から光を発して、みどりの姿を投影しキャシャーンとの対話が可能となる。
アンドロ軍団の情報をスパイして、密かにキャシャーンと連絡を取り合っている。そのことがボスに気付かれそうになったため、破壊されかけたり、人質にされたことがある。

### アンドロ軍団
ブライキング・ボス
声 - 内海賢二 / 同左
アンドロ軍団の首領。もともとは東博士が開発中の公害処理用ロボットBK-1だったが（第1話ではBK-1の横に顔や体型が異なる3体のロボット、後の三大幹部が並んでいた）、落雷によるショックで自我に目覚めて動き出し、ブライキング・ボスを自称。人間が機械を使ってきたことに反発し「今度は俺たち（機械）がお前たち（人間）を使ってやる。人間どもを支配してやるのだ」（第1話）と宣言し、世界征服に燃える恐怖の独裁者になった。
人間は全く信頼せず14話ではキャシャーンを密告して自由を求めた男を「裏切り者は俺も裏切る」と躊躇無く始末したほど容赦が無い。一方でロボットには甘い面も持ち、いつも手元には白鳥ロボ・スワニーを置いておくほどだが、MF銃の威力を試すため、たまたま居合わせた部下を標的にして破壊するなど、冷酷非情な面も多い。
スワニーの中にみどりそのものが隠されていることや、キャシャーンと鉄也が同一人物であることは終盤まで気付かなかった（第6話や第26話で、その秘密に迫るものの、最終話でようやく知ることとなり、最後の決戦を決意する）。
人間は奴隷化し迫害する対象でしかないが、人間の文化そのものには強い関心と興味を抱いているらしく、葉巻の愛用や飲食を試したり、パターゴルフを行ったり、絵画や着替え道楽をたしなむなどの描写が随所で見られる。本来の使命である公害対策はそれなりの効果を上げており、アンドロ軍団の支配下となったところでは自然が回復しつつあるという人間に対する皮肉を生んだ。
赤と黒を基調とした軍団マーク入りの帽子とマントを羽織っている。たびたびオープンカーに乗って陣頭指揮することもあった。組織での号令や敬礼はナチスドイツ式で、右手を斜め上に挙げて「ヤルッツェブラッキン!」というシュプレヒコールが合言葉。一人称は「俺」だが、時には「儂（）」も使う。
武装は口から破壊光線を発射する他は、もっぱら怪力による格闘技が主な武器である。
怒ると「鉄圧」が上がるらしく作中バラシン、サグレー、アクボーンにたしなめられている。
最終話では東博士が開発した秘密兵器・スプレーザー破壊光線からワルガーダーと共に地中に逃れ生き延びるが、最終決戦における超破壊光線の直撃を受け、完璧に破壊される。後日、彼によく似た現場監督ロボットが街を再建しており、それを目にしたキャシャーンとルナが「どこかで見た顔だ」と語り笑いを誘っている。
エンディングクレジットには「ブラキン」という省略で表記されていた。名をフルネームで呼ぶ者は主にキャシャーン側で、バラシン以下の軍団員は大抵「ボス」と呼ぶ。
アニメ版ブライキング・ボスの声は後述するOVAや『キャシャーン Sins』も含めて、すべて内海が担当しているが、内海が逝去した後に公開された映画『パンドラとアクビ』に同役がゲスト出演した時は天田益男が担当した。
三大幹部
アンドロ軍団を支える3体の幹部ロボット。ブライキング・ボスを補佐して人類制圧を進める。第1話ではBK-1の横に並んで安置されていたことから、元々は東博士が開発中の公害処理用ロボットだったと思われる。エースファイブコミックス版では三大幹部はブラキンの手によって作られたとの台詞がある。
バラシン
声 - 立壁和也 / 菅原淳一
軍事部長。茶色い巨体が特徴。前線で軍団の作戦行動を指揮する。
性格は粗野でガサツ。自ら戦うこともあるが、フレンダーによく手足を噛み砕かれてしまい、すぐに退散してしまう。
最期は秘密兵器・スプレーザーの破壊光線によってアンドロ軍団もろとも一掃される（最終話）。
サグレー
声 - 加藤修 / 天野由梨（サグリア）
情報部長。紫色の小柄なボディが特徴。謀報用ロボットを使って、敵の情報を集める。
頭の回転が早く、悪知恵も働く小悪党。バラシンとも行動して指揮をとる。目的のためなら手段を選ばない悪賢い性格。第26話では、キャシャーンが単なる人間ではなく新造人間であることをボスに知らせる大役を果たす。
第34話にてルナのMF銃を受けて倒され、それを知ったボスは彼の仇を討つことも宣言する。
OVA版では、女性型ロボット、サグリアに変更されていて、身長もキャシャーンと同程度になっている。
アクボーン
声 - 仲木隆司、田口昂/ 二又一成
製造・技術部長。青くひょろ長いボディが特徴。
優秀な頭脳を使って次々とロボットを開発するが、「ピエロボット」の例に見られるように、その出来映えは偶然頼みによる部分が多いようで、東博士に「バカボーン」と皮肉られたことがある。
気弱な性格で一見紳士的にも見えるが、弱い者いじめを誰よりも好み、そのやり方は残忍で卑怯の一言につきる。ただしバラシンやサグレー同様、時にはドジな失敗をするコミカルな一面を見せてしまうこともある。
最期はバラシンやアンドロ軍団もろとも秘密兵器・スプレーザーの破壊光線によって損傷し、幹部の中で唯一生き延びたが、見捨てられボスの名を叫びながら爆発する（最終話）。
ワルガーダー
第8話から登場。ブライキング・ボスがフレンダーに対抗すべく、黒豹をモデルに造った用心棒ロボット。
ボスの護衛ロボットでもあり、目から破壊光線、鼻先のドリル、鋭い爪や牙が武器。特殊鋼の権威である羽賀根博士がアンドロ軍団対抗用に発明したマーケン鉄を悪用し、製造された。フレンダー同様に変形可能だが、こちらは三形態（ガードラー、モグラーカー、ヘビータンク）。ブライキング・ボスの「ガードラー!」の合図で変形するが、やはり変形後の質量変化などに謎が多い。その強さはフレンダーに匹敵する。
最終話ではボスと共に秘密兵器・スプレーザー破壊光線から地中に逃れ生き延びたが、最終決戦でフレンダーに敗北する。

#### ロボット兵
アンドロ軍団があらゆる市街地を征服するために用いた量産型ロボット。アンドロ軍団本部となった古城の地下工房や、後には占領地の各所で製造施設を建設して一大量産体制が取られた。
爪ロボットを始め大砲ロボット、火炎放射ロボット、監視ロボット、鞭ロボットなど多数のバリエーションがある。多くは頭部のコントロール装置が弱点で、爪ロボなどは頭頂部にある角状のプラグをペンチなどで引き抜かれると、鼓動と共に心臓部が点滅し爆発してしまう。
体のどこかに三角形から三方へ棘を伸ばした「アンドロ軍団マーク」がある。中には人間の愛情で心が安らいだり、「スクラップにされたくない」生存本能からアンドロ軍団を裏切る者もいた。
爪ロボから火炎放射ロボまでの三種は軍団の代表的な量産型であり、侵攻の主力としてどんな戦場でも必ず姿を見せる雑兵である。三種のうち、大砲ロボのみ設定書が現存しない。
爪ロボット
特徴である腕部の3本爪はワイヤーで連結されており、遠方にいる相手に爪を射出し攻撃する武器となる。また、爪からは高圧電流を流し相手を感電死させることも可能である。時にはトゲの生えた円盤状に変形し、高速回転しながら飛行して相手をひき殺すなどの機能も備えている。さらに合体し、1体の巨大ロボットとなって自爆することが可能だが（第1話）、これは全話通して1回しか披露されてない。
塗装は黄緑と灰。また、爪状の手なのに意外と器用でボスのオープンカーなどの操縦なども行う。
大砲ロボット
両手が榴弾砲になっており、砲撃で街を破壊する。大砲といっても遠距離は望めず、中距離戦闘用の兵器として多用される。塗装は灰地に黒。別型機の大砲ロボットも量産されている。
火炎放射ロボット
口と両手から放つ強力な火炎で数々の街を焼き尽くす。爪ロボのバリエーション的機体であり、外見も似ている。塗装は真っ赤。
監視ロボット
1つ目の頭部がサーチライトの働きをする見張りおよび探索用ロボット。サーチライトは狭い場所にもスポットを当てるように設計されている。主に軍団本部や各要塞基地に配備されていた。塗装は紫。両手はマシンガンになっている。
劇中で中破されて資源回収ロボから逃げ延び、人間側に寝返って「ロメロ」と名付けられたロボットはこの監視ロボである。
鞭ロボット
右手の鞭から高圧電流を流して相手を感電させたり、捕らえたりすることができ、左手に盾もしくは武器が装備されている。塗装はピンク。第21話他では他のロボット兵を統率する将校的役割を与えられているが、奴隷労働の看守役としても使用される。
自爆ロボット
上半身がジェット噴射で相手目掛けて射出され、吸盤で貼りついて道連れに自爆するように作られている。塗装は青。下半身は履帯式の発射台となっており、砂漠などを長距離走破して目的地へ到達することが可能である。頭部には格納式のマシンガンを有する。
スピーカーロボット
頭部が回転式の拡声器になっており、アンドロ軍団の広報や警告を周囲に知らせる宣伝ロボ。外見からは特に武装は施されておらず、戦闘能力は低い物と見られる。「キャシャーンに告ぐ。キャシャーンに告ぐ」と触れ回りながら、廃墟を歩き回るシーンが多い。
スパイロボット
サグレーに情報を流す謀報用ロボット。頭部のない卵形のボディに嘴を持ち、昆虫型の小型スパイロボを多数内蔵して広域偵察を行う親子型タイプが代表格。他に目玉型・昆虫型・小型などそれぞれ違った型のロボットが多用されていた。
トラックロボット
アンドロ軍団の輸送車両。キャブの部分が頭部になった大型コンテナカーゴトラック。貨物輸送の他に、東博士を輸送する囚人護送車的な使われ方もされている。
ロボット戦車
第10話に登場するスフィンクス風な外見を持つアンドロ軍団のAFV。頭部に当たる砲塔にレーザー砲を装備している。爪ロボがクルーとなって操作するが、車両自体もロボットであると思われる。死の砂漠で偵察に出ていたが、自然環境によって機能自体がむしばまれている。
鉄の悪党列車
第12話に登場する旅客列車を模した大型ロボ。蒸気機関車の牽引する客車数両で構成され、客車内にはブラキン他のアンドロ軍団と東博士が乗っている。当然、外見はダミーで中身はロボだが、キャシャーンが車内へ潜入しても特に「キャシャーン発見！」などの反応をせず、車内での東博士やスワニーとの密会も報告されないまま終わったため、偽装用として人間の機関士に色々と命令していた機関車以外、車両の自己判断能力は低そうである。
本物の国際列車を川に突き落として成り代わり、敵国へと侵入したが、最終的にルナの連絡を受けて到着した国連軍の装甲列車に進行を阻止され、変形して空を飛んで対抗したものの、国連軍の火力の前に次々と撃墜されて撤退する。
ピエロボット
第19話に登場。超強力な爆弾を内蔵。道化師を模した姿で笑いを誘い、人々を油断させた後に自爆。多数の町を壊滅させる多大な戦果を挙げた。だがアクボーンによると偶然の産物であり、製造工場以外では再現不可能だったため、キャシャーンの工場破壊によってその供給は絶たれる。
バウンダーロボ
第24話に登場。全身特殊ゴムで造られた戦闘員ロボット。ゴムボールのように飛び跳ねて襲いかかり、その弾力性から強靱で、キャシャーンの電光パンチや流星キックでもビクともしない。ただし、体が燃えやすいことがあだとなりフレンダ―の火炎攻撃で焼かれ全部倒される。
ロボットミサイル
第9話になどに登場したアンドロ軍団の長距離ミサイル。目標を捉えるとカバーが外れて高速でターゲットへ突進して自爆する。通常のミサイルよりもAI内蔵の「ロボット」なので判断力が高い。
その他にも、アクボーンの試作品として毎回違ったロボットが大量に製造されている。最期は東博士が開発した秘密兵器・スプレーザーの破壊光線により全滅した（最終話）。

## スタッフ
- 原作：吉田竜夫、タツノコプロダクション企画室
- 企画：鳥海尽三[注釈 13]
- SF考証：小隅黎（柴野拓実）
- 文芸担当：小山高男
- 音楽：菊池俊輔
- 美術監督：中村光毅
- 総監督：笹川ひろし
- キャラクターデザイン：吉田竜夫、天野嘉孝
- 作画監督：林政行、川端宏、井口忠一
- 美術設定：中村光毅、岡田和夫、多田喜久子
- 原動画：西城隆詞、池ノ谷安夫、森中正春、福田健一、岸義之、塩山紀生、黒川豊、須田勝、田中享、清山滋崇、水村十司、山口聡、沼尻東、上梨壱也、野田拓実、石黒篤、坂元政弘、高木清、鈴木信一、大鹿日出明、古川達也、岡迫亘弘、中村明、菊地城二
- 背景：プロダクションわーと、アップルズ
- 仕上：向井稔、村上篤美、斉藤弥生、近江美樹子、野村千恵子、串田清美、秋山まゆみ、村上幸栄、奥秋英子、関根史子、西嶋敏子、須永友子、池宮隆
- 特殊効果：朝沼清良、山崎雅典、嶋崎吏之、鈴木絢子
- 撮影：天平フィルム、モビッシュハウス
- 編集：森田清次、三木幸子、尾形治敏、神田博史、羽場武
- 進行：千田正芳、長谷川徹、横尾潔、高山幸直、サイケ・吉岡
- 効果：イシダサウンド・プロ
- 録音：棚岡元、水本完、高橋久義
- 現像：東京現像所
- プロデューサー：吉田健二、九里一平
- 制作担当：栃平吉和（タツノコプロ）、津田義夫（読売広告社）
- 制作協力：フジテレビ
- 制作：吉田竜夫、タツノコプロ

## 補足
オープニングの制作クレジットは前期は「タツノコプロ」のみで、そのクレジットの仕方は、タツノコマークが吐き出した物が「タツノコプロ」のロゴになる演出だったが、26話からは「フジテレビ タツノコプロ」に変わり、「吐き出し変化」は廃止された。またこれに伴い、エンディングの「協力 フジテレビ」のクレジットも廃止された。

## 音楽
本作品の音楽は菊池俊輔が担当し、主題歌の歌唱にはささきいさおが起用された。
ささきは起用までの経緯について「『和製プレスリー』と呼ばれていた当時、僕は歌が下手で、主題歌の候補に挙がった時、先生はあまり乗り気ではなかったそうです。しかし、テスト歌唱で歌がうまくなっていたのでOKをいただきました」と後に振り返っている。

### 主題歌
オープニングテーマ「たたかえ! キャシャーン」
作詞 - タツノコプロダクション企画文芸部 / 作曲・編曲 - 菊池俊輔 / 歌 - ささきいさお
ささきいさおのアニメソング・デビュー曲であり、ささきにとっては1965年発売の「ウェディング・ドレス」以来の新曲。冒頭ナレーションは納谷悟朗。
エンディングテーマ - 「おれは新造人間」
作詞 - タツノコプロダクション企画文芸部 / 作曲・編曲 - 菊池俊輔 / 歌 - ささきいさお

### 挿入歌・イメージソング
番組放送中の主題歌・挿入歌LPに収録。
「キャシャーンアクション」
作詞 - 丘灯至夫 / 作曲・編曲 - 菊池俊輔 / 歌 - ささきいさお
「キャシャーン危機一髪」
作詞 - 丘灯至夫 / 作曲・編曲 - 菊池俊輔 / 歌 - コロムビアゆりかご会
「キャシャーン讃歌」
作詞 - 丘灯至夫 / 作曲・編曲 - 菊池俊輔 / 歌 - コロムビアゆりかご会
「キャシャーンマーチ」
作詞 - 丘灯至夫 / 作曲・編曲 - 菊池俊輔 / 歌 - ささきいさお
「ゴーゴーキャシャーン」
作詞 - 丘灯至夫 / 作曲・編曲 - 菊池俊輔 / 歌 - ささきいさお、コロムビアゆりかご会
「さすらいのキャシャーン」
作詞 - 丘灯至夫 / 作曲・編曲 - 菊池俊輔 / 歌 - ささきいさお
「スワニーよ」
作詞 - 丘灯至夫 / 作曲・編曲 - 菊池俊輔 / 歌 - ささきいさお
「戦え少女ルナ」
作詞 - 丘灯至夫 / 作曲・編曲 - 菊池俊輔 / 歌 - 嶋崎由理
「ぼくらのフレンダー」
作詞 - 丘灯至夫 / 作曲・編曲 - 菊池俊輔 / 歌 - ささきいさお、コロムビアゆりかご会
「われらのキャシャーン」
作詞 - 丘灯至夫 / 作曲・編曲 - 菊池俊輔 / 歌 - コロムビアゆりかご会

## 放送リスト
| 話数   | 放送日         | サブタイトル                 | 脚本                  | 演出       |
| ------ | -------------- | ---------------------------- | --------------------- | ---------- |
| 第1話  | 1973年 10月2日 | 不死身の挑戦者               | 鳥海尽三              | 笹川ひろし |
| 第2話  | 10月9日        | 月光に勝利をかけろ           | - 鳥海尽三 - 落合茂一 | 笹川ひろし |
| 第3話  | 10月16日       | 廃虚の中に明日を呼べ         | 酒井あきよし          | 原征太郎   |
| 第4話  | 10月23日       | MF銃に怒りをこめろ           | 小山高男              | 富野喜幸   |
| 第5話  | 10月30日       | 戦いの灯を消すな             | 福井忠                | 布川郁司   |
| 第6話  | 11月6日        | 疾風フレンダー               | 鳥海尽三              | 富野喜幸   |
| 第7話  | 11月13日       | 英雄キケロへの誓い           | 福井忠                | 富野喜幸   |
| 第8話  | 11月20日       | 野獣ロボが吠える             | 鳥海尽三              | 布川郁司   |
| 第9話  | 11月27日       | 戦火に響け協奏曲             | 福井忠                | 原征太郎   |
| 第10話 | 12月4日        | 死の砂漠に命をかけろ         | 福井忠                | 岡迫和之   |
| 第11話 | 12月11日       | 悪魔の巨像                   | 若松はじめ            | 布川郁司   |
| 第12話 | 12月18日       | 鉄の悪党列車                 | 鳥海尽三              | 富野喜幸   |
| 第13話 | 12月25日       | 裏切りロボット五号           | 酒井あきよし          | 布川郁司   |
| 第14話 | 1974年 1月8日  | キャシャーン無用の街         | 酒井あきよし          | 原征太郎   |
| 第15話 | 1月15日        | 復讐に小犬は駆ける           | 酒井あきよし          | 岡迫和之   |
| 第16話 | 1月22日        | スワニー・愛の翼             | 多村映美              | 富野喜幸   |
| 第17話 | 1月29日        | ロボット子守唄               | 鳥海尽三              | 布川郁司   |
| 第18話 | 2月5日         | 巨象対アンドロ軍団           | 三宅直子              | 原征太郎   |
| 第19話 | 2月12日        | 恐怖のピエロボット           | 福井忠                | 富野喜幸   |
| 第20話 | 2月19日        | 死刑台のキャシャーン         | 多村映美              | 布川郁司   |
| 第21話 | 2月26日        | ロボット・ハイジャック       | 酒井あきよし          | 富野喜幸   |
| 第22話 | 3月5日         | 脱走ロボット・ロメオ         | 武末勝                | 原征太郎   |
| 第23話 | 3月12日        | ロボット工場大脱出           | 多村映美              | 布川郁司   |
| 第24話 | 3月19日        | バウンダーロボの挑戦         | 石井喜一              | 岡迫和之   |
| 第25話 | 3月26日        | 不死身のキャシャーン         | - 鳥海尽三 - 小山高男 | 笹川ひろし |
| 第26話 | 4月2日         | キャシャーンの秘密           | 鳥海尽三              | 布川郁司   |
| 第27話 | 4月9日         | 消えたMF銃?                  | 三宅直子              | 笹川ひろし |
| 第28話 | 4月16日        | 怒りの騎馬隊                 | 福井忠                | 富野喜幸   |
| 第29話 | 4月23日        | 高熱ロボ・ネオタロス         | 永田俊夫              | 布川郁司   |
| 第30話 | 4月30日        | ロボ退治ナンバーワン         | - 松浦健郎 - 石原久夫 | 笹川ひろし |
| 第31話 | 5月7日         | 新造人間を造る街             | 酒井あきよし          | 富野喜幸   |
| 第32話 | 5月14日        | 涙の電光パンチ               | 福井忠                | 布川郁司   |
| 第33話 | 6月11日        | スワニー危機一髪             | 酒井あきよし          | 笹川ひろし |
| 第34話 | 6月18日        | キャシャーン対ロボットエース | 小山高男              | 布川郁司   |
| 第35話 | 6月25日        | 地球最大の決戦               | 鳥海尽三              | 布川郁司   |

本放送時、第32話と第33話の間には第7話「英雄キケロへの誓い」、第9話「戦火に響け協奏曲」、第13話「裏切りロボット五号」の3話の再放送が行われた。

## 放送局
- フジテレビ（制作局）：火曜 19:00 - 19:30
- 北海道文化放送：火曜 19:00 - 19:30[12]
- 仙台放送：火曜 19:00 - 19:30[13]
- 山形テレビ：火曜 19:00 - 19:30[14]
- 新潟総合テレビ：火曜 18:00 - 18:30[15]
- 富山テレビ：火曜 19:00 - 19:30[16]
- 石川テレビ：火曜 19:00 - 19:30[16]
- 福井テレビ：火曜 19:00 - 19:30[16]
- 長野放送：火曜 19:00 - 19:30[17]
- テレビ静岡：火曜 19:00 - 19:30[18]
- 東海テレビ：火曜 19:00 - 19:30[19]
- 関西テレビ：火曜 19:00 - 19:30
- 山陰中央テレビ：火曜 19:00 - 19:30[20]
- テレビ岡山（現・岡山放送）：火曜 19:00 - 19:30[21]
- 広島テレビ：火曜 19:00 - 19:30[21]
- テレビ愛媛：火曜 19:00 - 19:30[22]
- テレビ西日本：火曜 19:00 - 19:30[23]
- テレビ長崎：火曜 19:00 - 19:30[23]
- テレビ熊本：火曜 19:00 - 19:30[23]
- 沖縄テレビ：火曜 19:00 - 19:30[24]

## 前後番組
| フジテレビ系列 火曜19:00枠 | フジテレビ系列 火曜19:00枠                | フジテレビ系列 火曜19:00枠    |
| 前番組                     | 番組名                                    | 次番組                        |
| -------------------------- | ----------------------------------------- | ----------------------------- |
| けろっこデメタン           | 新造人間キャシャーン 【当番組までアニメ】 | おらあガン太だ （ドラマ番組） |

## 映像ソフト
- 「新造人間キャシャーン」 VOL.1 [DVD] 発売日：2000年5月20日
- 「新造人間キャシャーン」 VOL.2 [DVD] 発売日：2000年6月21日
- 「新造人間キャシャーン」 VOL.3 [DVD] 発売日：2000年7月20日
- 「新造人間キャシャーン」 VOL.4 [DVD] 発売日：2000年8月19日
- 「新造人間キャシャーン」 VOL.5 [DVD] 発売日：2000年10月21日
- 「新造人間キャシャーン」 VOL.6 [DVD] 発売日：2000年11月18日
- 「新造人間キャシャーン」 VOL.7 [DVD] 発売日：2000年12月21日
- 「新造人間キャシャーン」 VOL.8 [DVD] 発売日：2001年1月20日
- 「新造人間キャシャーン」 VOL.9 [DVD] 発売日：2001年2月21日
- 「新造人間キャシャーン COMPLETE DVD-BOX 〜ALL EPISODES OF CASSHERN」 発売日：2004年1月28日
- 「新造人間キャシャーン:ベストセレクション DVD-BOX」 発売日：2007年3月21日
- 「新造人間キャシャーン COMPLETE DVD-BOX 〜ALL EPISODES OF CASSHERN」 発売日：2008年9月24日

- 「新造人間キャシャーン」 ブルーレイBOX<5枚組> [Blu-ray] 発売日：2012年8月29日
- 「新造人間キャシャーン」 ブルーレイBOX<5枚組> [Blu-ray] 発売日：2017年10月18日

## 関連書籍

### 漫画
『新造人間キャシャーン』
- サン企画エースファイブコミックス 全2巻（1973-1974）ISBNの表記は無し。

キャシャーンのコミカライズは学年誌を中心に幾つか行われたが、放映当時、このエースファイブコミックス版のみが単行本化されている。作画担当は第1巻が渡辺福男、若宮幸夫、大辻やすたか。2巻では島おさむ。
『新造人間キャシャーン―Gold.side』
- 英知出版（2004） ISBN 4-7542-3222-4

『新造人間キャシャーン―Platinum.side』
- 英知出版（2004） ISBN 4-7542-3223-2

エースファイブコミックス版の他、当時連載されていた原稿を集めて復刻出版された単行本。原稿欠損のため、一部をゲラや雑誌から復刻をしている。
『キャシャーンR』
- 『チャンピオンRED』（秋田書店）にて、2023年11月号から連載中。脚本：日暮茶坊・漫画：士貴智志

### ムック
『ファンタスティックコレクションNo.4 新造人間キャシャーン』
- 『朝日ソノラマ』（S53、奥付では元号表記）

放映数年後、『宇宙戦艦ヤマト』が巻き起こした、いわゆる「第一次アニメブーム」のころに発刊されたムック本。フィルムストーリーやメカ透過図などが掲載。シリーズ（No.3までは『ファンタスティックTVコレクション』）としてはNo.1、No.3の『科学忍者隊ガッチャマン』二冊に引き続いて、タツノコアニメの特集号となった。

## 1974年の映画
1974年3月21日、『東宝チャンピオンまつり』内で第1話のブローアップ版が上映された。上映時間は25分。
併映は『ゴジラ対メカゴジラ』『ウルトラマンタロウ』『侍ジャイアンツ』『アルプスの少女ハイジ』『ハロー!フィンガー5』の、6本立て。

## 1993年のOVA
タイトルは『キャシャーン』。アルファベット表記は「CASSHAN」で、後年の映画版『CASSHERN』とは異なる。タツノコプロ創立30周年記念作品として、1993年に発表された。全4話。従来のイメージを残しつつ、メカやキャラクターデザインを一新している。キャストもブライキング・ボス役の内海を除いて一新された。

### ストーリー（OVA）
ブライキング・ボス率いるアンドロ軍団はついに世界征服を果たし、人間は奴隷としてロボット工場などで強制労働を強いられていた。しかし、人々の間には一つの伝説があった。それは、ロボットと戦う、人間の姿をした「キャシャーン」という名の救世主が、いつか人類を解放してくれる、というものだった。ある日、アンドロ軍団の最大のロボット工場に少女・上月ルナが潜入し、捕虜たちの脱走を企てるが失敗。しかし、ルナが処刑される寸前、ついにその伝説の救世主が現れた。

### 登場キャラクター（OVA）
キャシャーン / 東 鉄也
声 - 草尾毅
東 光太郎博士
声 - キートン山田
東 みどり
声 - 高木早苗
上月 ルナ
声 - 冬馬由美
ブライキング・ボス
声 - 内海賢二
バラシン
声 - 菅原淳一
サグリア
声 - 天野由梨
アクボーン
声 - 二又一成
ドクターレスター・モンゴメリー将軍
声 - 掛川裕彦
長老アサリ
声 - 緒方賢一
ナイマン
声 - 飛田展男
トーク隊長
声 - 小杉十郎太
パイロット
声 - 森川智之
副長
声 - 高木渉
オペレーター
声 - 千葉一伸
ナレーター
声 - 沢木郁也

### スタッフ（OVA）
- 原作：タツノコプロ
- エグゼクティブ・プロデューサー：永見暁彦、九里一平
- 企画：成嶋弘毅、鈴木敏充
- スーパーバイザー：柿沼秀樹
- 制作プロデューサー：木村健吾
- プロデューサー：木村裕史、吉田陸、大倉宏俊
- 監督：福島宏之
- 脚本：會川昇、有井絵夢、柿沼秀樹
- 演出：福島宏之、阿部雅司、渡部高志
- キャラクターデザイン：梅津泰臣
- 作画監督：梅津泰臣（第1・2・4話）、湖川友謙（第3話）
- オープニングアニメーション：佐々木守
- 美術監督：福田和矢
- 音楽：大島ミチル
- 制作協力：アートミック、東京キッズ
- 制作：九里一平
- 製作・著作：タツノコプロ、日本コロムビア

### 主題歌（OVA）
「キャシャーン〜風の墓標〜」
作詞 - そのべかずのり / 作曲 - 松澤浩明 / 編曲 - 松澤浩明 / 歌 - 影山ヒロノブ＆BROADWAY
第1話エンディングテーマ、第2話 - 第4話オープニングテーマ。
「STAND ALONE〜涸れ果てた心に〜」
作詞 - そのべかずのり / 作曲 - つのごうじ / 編曲 - つのごうじ / 歌 - 影山ヒロノブ＆BROADWAY
第2話エンディングテーマ。
「IN MY HEART〜夢のままで〜」
作詞 - 里乃塚玲央 / 作曲 - 大島ミチル / 編曲 - 大島ミチル / 歌 - 堀江美都子
第3話エンディングテーマ。
「希望子午線〜ホライズン・ブルー〜」
作詞 - 麻生香太郎 / 作曲 - 大島ミチル / 編曲 - 大島ミチル / 歌 - C.A.S.（コロムビア・アニメーション・スターズ）
C.A.S.（大杉久美子 / 水木一郎 / 大倉正丈 / 堀江美都子 / 山野さと子 / 橋本潮 / 内田順子 / 斉藤小百合 / 石田よう子 / 沢靖英 / 宮内タカユキ / 影山ヒロノブ）)
第4話エンディングテーマ。

### 作品リスト
| 話数  | サブタイトル                        | 脚本                | 演出                              |
| ----- | ----------------------------------- | ------------------- | --------------------------------- |
| 第1話 | 神話からの帰還 RETURN FROM THE MYTH | - 會川昇 - 福島宏之 | （クレジットなし）                |
| 第2話 | 過去への旅立ち JOURNY TO THE PAST   | 有井絵夢            | - 福島宏之（絵コンテ） - 阿部雅司 |
| 第3話 | 鋼鉄の戦場 BLITZ ON THE BRIDGE      | 柿沼英樹            | 渡部高志                          |
| 第4話 | 復活のキャシャーン THE REVIVER      | - 有井絵夢 - 會川昇 | 福島宏之                          |

### 旧作とリメイク版との相違点
- 旧作ではブライキング・ボスが世界征服に乗り出すところから物語が始まるが、本作品ではアンドロ軍団による支配が開始されてから3年後、世界征服がほぼ完了しているところから始まる。
- サグリアの名前の由来は原作に登場したサグレーで、女性型ロボットになっている。
- フレンダーの変形が原作のようなモーフィング変形ではなく荒唐無稽さが緩和されており、ジェット機への変形への1パターンのみとなっている。
- ブライキング・ボスが自我に目覚めた原因は、旧作では落雷によるショックであったが、OVA版では地球環境を維持するための最善の手段は人類を排除・抹殺することだという結論に達してしまったためという設定になっている。
- 東光太郎は旧作では生存していたが、OVA版ではブライキング・ボスに殺され、その魂はブライキング・ボスのボディに封じ込められていることが最終話で判明した。
- 最終話ではブライキング・ボスがキャシャーンに破壊され人類は救われるが、エンディング後のラストシーンでは残骸となったブライキング・ボスのAIが生きていると英文メッセージが表示され暗転する。

### テレビ放映
- 2006年 - NHK BS2の「BS夏休みアニメ特選」枠内にて、8月1日10時22分-11時18分・8月2日10時47分-11時46分に放送された。
- 2008年 - TOKYO MXの「TOKYO MX アニメスペシャル」枠内にて、12月15日・12月17日20時00分-21時00分に放送された。

テレビ放送時いわゆるポケモンショックを防ぐために、一部暗く処理され放送されたが、断りはなかった。
- 2011年 - テレビ埼玉にて、1月4日21時00分-22時50分に放送された。

### 映像ソフト
- 「OVA キャシャーン」 [DVD] 発売日：2006年1月18日

### ノベライズ小説版
OVAと同時期にスタッフの柿沼秀樹著・角川書店スニーカー文庫で、上巻「鋼鉄の支配者」と下巻「白い解放者」の上下巻が発売された。
OVA版との違い
- 東鉄也は五体満足でキャシャーンに転生。[27](OVA版では瀕死の重傷を負い、最後の力で新造人間マシーンを使いキャシャーンに転生した。[28])
- 鉄也は父・東孝太郎博士を亡き者にして、妻であり母であるみどりを自分の妻にしようとするエディプスコンプレックスを抱いていた。
- 人間時代の記憶が蘇る事を鬱陶しく思っている[29]。
- ブライキング・ボスの計画が人間時代の自分と父とで考案した計画と知り、ショックを受ける[30]。
- 最終決戦ではキャシャーン、ブライキング・ボス、スワニー共に一家心中的な相討ちとなり、キャシャーンの残骸から東鉄也のDNAが採取され、上月ルナを母体とする試験管ベビーとして、鉄也は元の人間に戻れた[31]。

書籍データ
上巻「鋼鉄の支配者」1993年11月26日発売　ISBN-10 4044110123
ISBN-13 978-4044110123
下巻「白い解放者」1994年1月27日発売　ISBN-10 4044110131
ISBN-13 978-4044110130

## 韓国版キャシャーン
1979年に『正義の勇士ケサン』として漫画が発売された。

## ゲスト出演
タイムボカン王道復古
1994年1月1日発売のOVA第2巻『ヤッターマン タツノッコン王国で同窓会だコロン』にキャシャーンが出演。
世紀末伝説ワンダフルタツノコランド 円盤星人UBO
1999年12月31日放送のTBS年末特番『年越し38時間生放送 超える!テレビ』内で放送されたタツノコキャラ総出演のテレビ特番。
たちゅまる劇場
不思議アニマル・たちゅまるとして、ネコの姿をしたニャシャーンというキャラクターが登場。同様にSD化したフレンダーもニャシャーンのお師匠さまとして登場している。
Peeping Life -手塚プロ・タツノコプロワンダーランド-
『Peeping Life』と手塚プロ&タツノコプロとのコラボレーションアニメを放送。海のトリトンとも競演する。

## 関連作品

### ゲーム
タツノコファイト
2000年10月5日発売プレイステーション用の格闘ゲーム。キャシャーンの声は西川幾雄が担当。
タツノコ VS. CAPCOM CROSS GENERATION OF HEROES
TATSUNOKO VS. CAPCOM ULTIMATE ALL-STARS
2008年12月11日より稼動のアーケード用格闘ゲーム。プレイヤーキャラとしてキャシャーンが登場。声は小野大輔が担当。Wii移植版は2008年12月11日に発売。

### 漫画
Infini-T Force（インフィニティフォース） 未来の描線
『月刊ヒーローズ』2015年12月号から2020年12月25日まで連載。原作・企画はタツノコプロ、脚本は小太刀右京、漫画は江尻立真。タツノコヒーローのクロスオーバー作品。キャシャーン＝東鉄也（ひがしてつや）が登場する。
キャシャーンR
『月刊チャンピオンRED』2023年11月号より連載。原作はタツノコプロ、脚本は日暮茶坊、作画は士貴智志。タツノコプロの創立60周年とキャシャーン生誕50周年を記念したコミカライズ作品。

### パチンコ
CR新造人間キャシャーン
西陣より2010年4月発売。劇変パチンコ、2分割デュアルチャンスが特徴。アニメーション部分はフルCGポリゴン。

### パチスロ
- 新造人間キャシャーン（2006年・2008年、JPS）

### Webコンテンツ
- タツノコベイビー

「キャッチ」というベイビー化されたキャラとして登場。